# Gonomyodes similissimus
Gonomyodes similissimus är en tvåvingeart som beskrevs av Evgenyi Nikolayevich Savchenko 1980. Gonomyodes similissimus ingår i släktet Gonomyodes och familjen småharkrankar. Inga underarter finns listade i Catalogue of Life.